# Tunnel du Chérimont
Pour les articles homonymes, voir Chérimont.
Le tunnel du Chérimont (ou souterrain du Chérimont) est un ouvrage d'art français qui devait permettre le passage du canal de la Haute-Saône sous plusieurs collines du Chérimont. Il a été percé à l'explosif. Il se situe dans la commune de Champagney (Haute-Saône), à proximité du bassin de Champagney qui devait alimenter le même canal.
Creusé entre 1884 et 1897, ce tunnel-canal de 1 330 mètres de long n'est jamais entré en service.

## Histoire
Après la guerre de 1870 et la perte de l'Alsace-Lorraine, le canal de la Haute-Saône est créé pour compenser les pertes de voies navigables vers le Rhin. Le creusement du tunnel du Chérimont commence en 1884, il est achevé en 1897. Le projet de canal est finalement abandonné en 1919, après la signature du traité de Versailles et le tunnel est abandonné.

## Caractéristiques techniques
Le tunnel mesure 1 330 mètres de long, dix mètres de hauteur et sept mètres de largeur. La margelle de visite mesure 80 cm de large. Il fonctionne en sens unique alterné. Il est creusé dans du grès rouge vosgien massif et sa voûte est maçonnée avec des pierres de taille issues des carrières de Châlonvillars et d'Essert. La ventilation est assurée par six puits d'aérage espacés de 180 mètres les uns des autres. Leur profondeur varie entre 50 et 70 mètres. Le dernier a été abandonné au bout de dix mètres. Ils sont tous entourés d'un mur de trois mètres de haut.

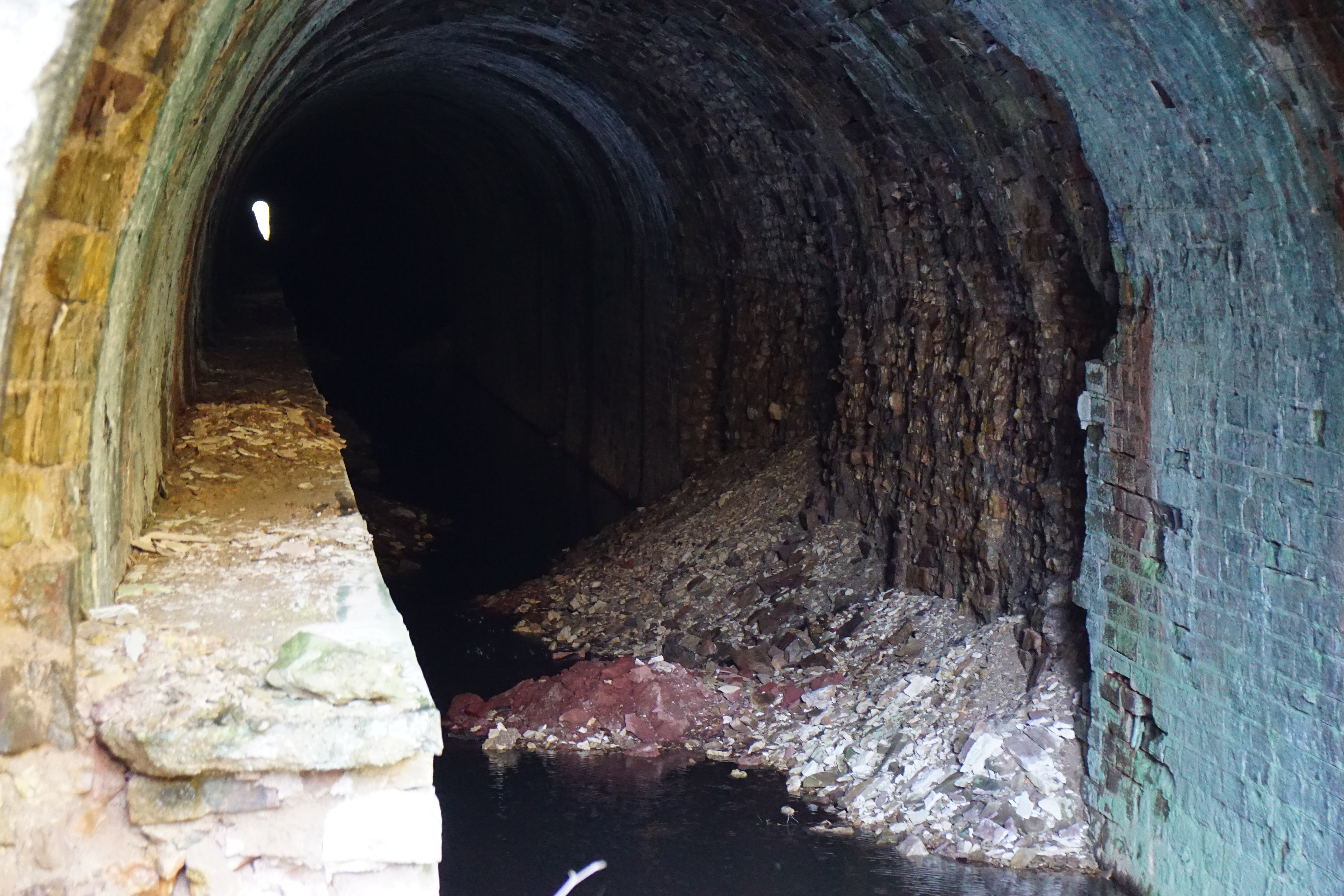
L'intérieur du tunnel côté est, vu à travers le grillage d'interdiction.
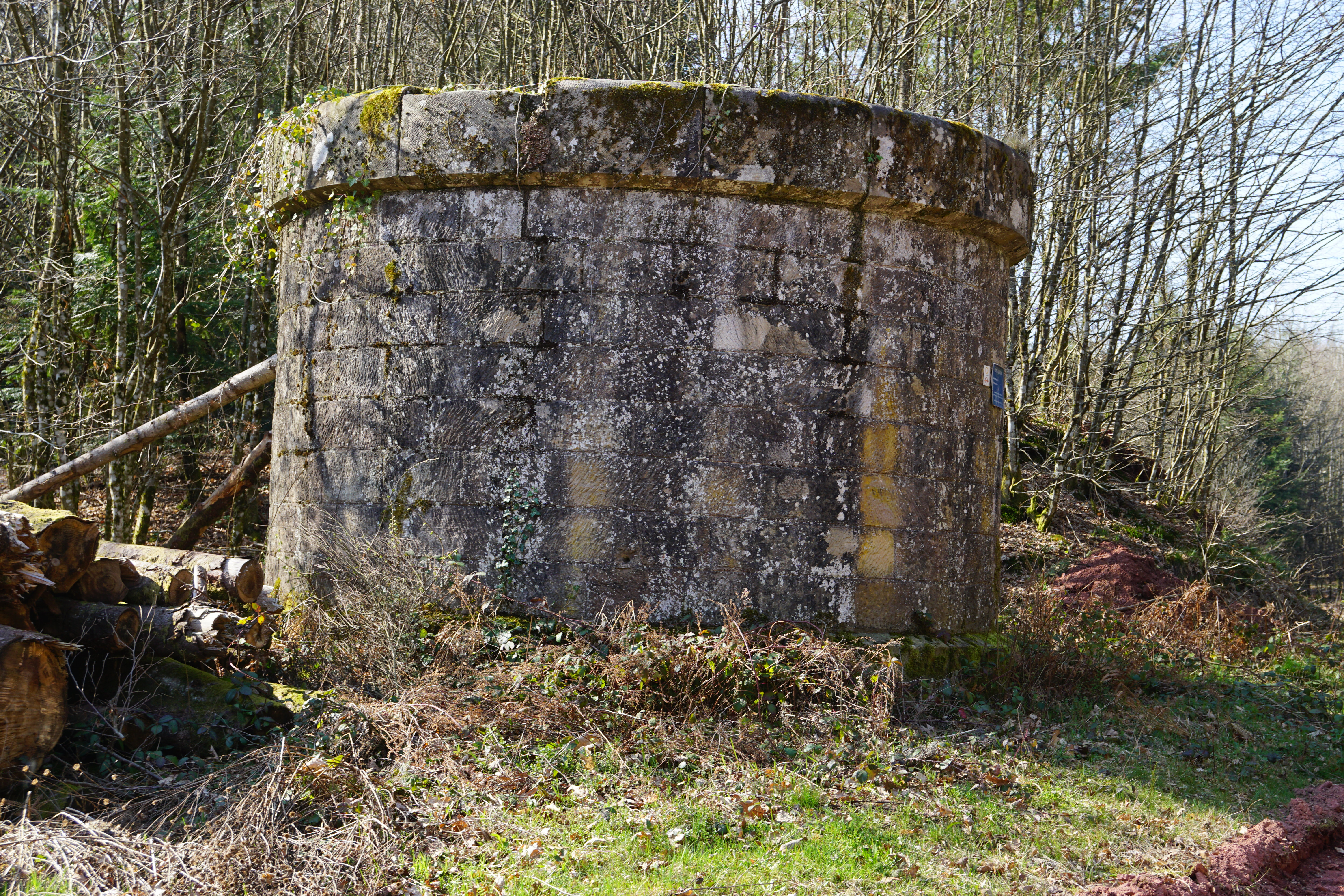
Puits d'aérage sécurisé.

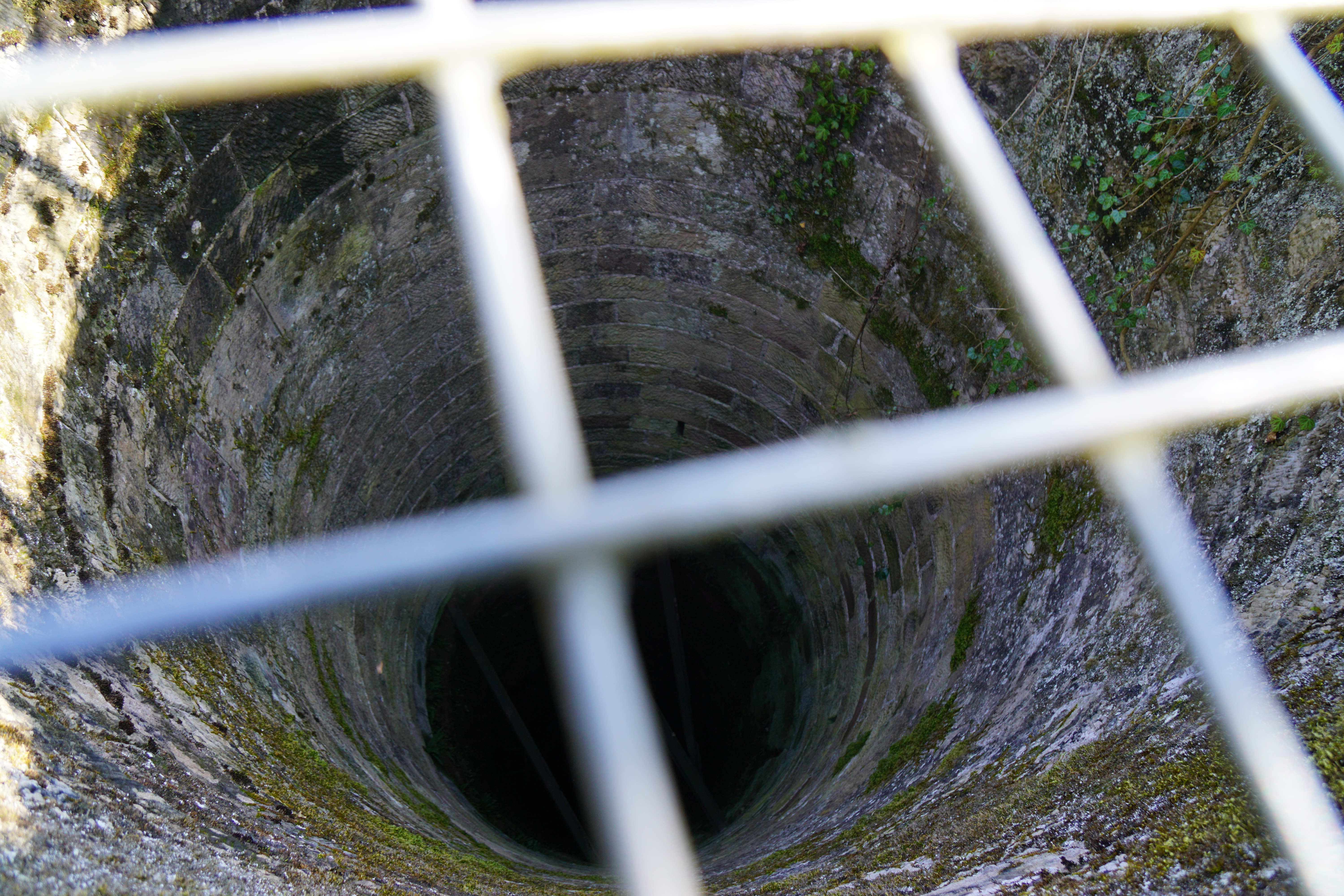
Vue plongeante.
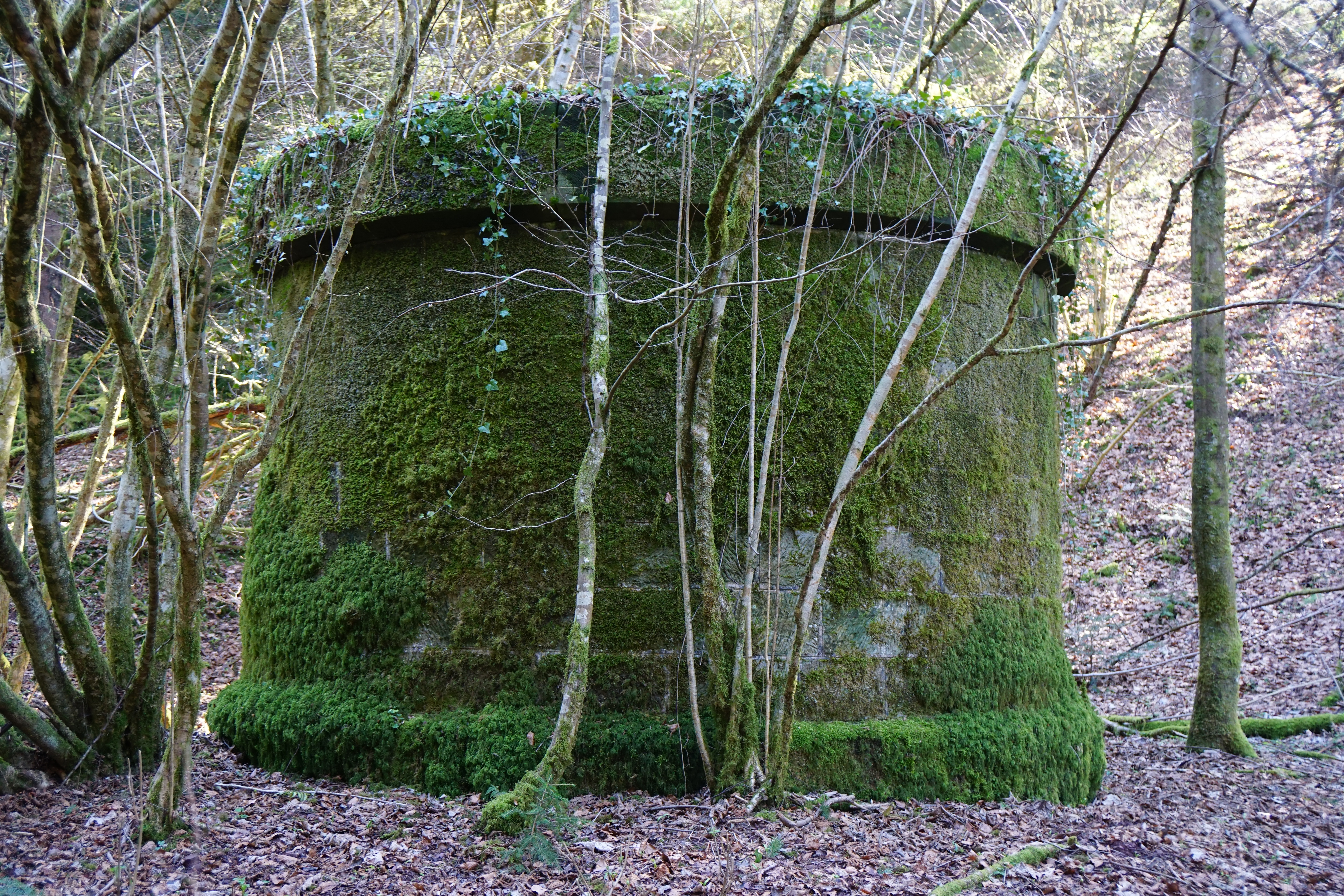
Autre puits.

## Patrimoine
L'ensemble formé par le tunnel du Chérimont, l'écluse du Beuveroux et le port d'attente de l'étang Déchaudé est mis en valeur par un sentier pédestre de l'office de tourisme Rahin et Chérimont. Toutefois, l'accès à l'intérieur du tunnel est interdit, car très dangereux du fait du très mauvais état de la voute.